# Simon Špilak
Simon Špilak (* 23. Juni 1986 in Tišina) ist ein ehemaliger slowenischer Radrennfahrer. Er galt als Spezialist für kürzere Etappenrennen.

## Werdegang
Simon Špilak gewann bei den Straßen-Radweltmeisterschaften 2004 in Verona die Bronzemedaille im Straßenrennen der Junioren hinter Roman Kreuziger und Rafaâ Chtioui. Bei den Straßen-Radweltmeisterschaften 2006 in Salzburg wurde er im Einzelzeitfahren der U23 Achter. Ebenfalls im Jahr 2006 gewann Spilak mit dem Eintagesrennen Poreč Trophy seinen ersten internationalen Wettbewerb.
Spilak erhielt ab der Saison 2008 seinen ersten Vertrag bei einem UCI ProTeam und erzielte für diese Mannschaft seinen bis dahin größten Erfolg mit dem Gesamtsieg des UCI-ProTour-Etappenrennens Tour de Romandie 2010, bei welcher er auch als Solist die vierte Etappe gewann.
Zur Saison 2012 wechselte Spilak zum Katusha Team. Zweimal gewann er die UCI-WorldTour-Rundfahrt Tour de Suisse: Bei der Tour de Suisse 2015 übernahm er die Gesamtführung im abschließenden Einzelzeitfahren. Nachdem Spilak auf der siebten Etappe der Tour de Suisse 2017 durch einen Solosieg auf der Bergankunft am Tiefenbachferner die Gesamtführung übernahm, sicherte er den Gesamtwertungssieg im abschließenden Zeitfahren, in welchem er die anderen Klassementsfahrer distanzierte.
Nach Ablauf der Saison 2019 beendete Spilak seine Karriere als Aktiver.

## Erfolge
2006
- Poreč Trophy

2007
- La Côte Picarde

2010
- Gesamtwertung und eine Etappe Tour de Romandie

2013
- Gran Premio Miguel Induráin
- eine Etappe Tour de Romandie
- Rund um den Finanzplatz Eschborn-Frankfurt

2014
- eine Etappe Tour de Romandie
- eine Etappe Critérium du Dauphiné
- eine Etappe Arctic Race of Norway

2015
- Gesamtwertung Tour de Suisse

2017
- Gesamtwertung und eine Etappe Tour de Suisse

## Grand-Tour-Platzierungen
| Grand Tour            | 2008 | 2009 | 2010 | 2011 | 2012 | 2013 | 2014 | 2015 | 2016 | 2017 | 2018 | 2019 |
| --------------------- | ---- | ---- | ---- | ---- | ---- | ---- | ---- | ---- | ---- | ---- | ---- | ---- |
| Giro d’ItaliaGiro     | 48   | –    | –    | 116  | –    | –    | DNF  | –    | –    | –    | –    | –    |
| Tour de FranceTour    | –    | 106  | DNF  | –    | –    | –    | –    | –    | –    | −    | –    | –    |
| Vuelta a EspañaVuelta | –    | –    | –    | –    | –    | –    | –    | –    | –    | −    | –    | –    |